# I din öppna famn
I din öppna famn (engelska: Arms of Love) är en psalm skriven av Craig Musseaue och är översatt till svenska av Bengt Johansson.